# When Paris Green Saw Red
When Paris Green Saw Red è un cortometraggio muto del 1918 diretto da George Marshall.

## Produzione
Il film fu prodotto dalla Nestor Film Company

## Distribuzione
Distribuito dall'Universal Film Manufacturing Company, il film - un cortometraggio di una bobina - uscì nelle sale cinematografiche USA il 26 agosto 1918.